# Biathlon aux Jeux olympiques de 2010 – Poursuite hommes
Navigation
Turin 2006 Sotchi 2014
L'épreuve masculine du 12,5 km poursuite aux Jeux olympiques d'hiver de 2010 a lieu le 16 février 2010 au Parc olympique de Whistler. La poursuite est remportée par le Suédois Björn Ferry devant l'Autrichien Christoph Sumann et le Français Vincent Jay.

## Médaillés
| Or                | Argent                 | Bronze            |
| Björn Ferry (SWE) | Christoph Sumann (AUT) | Vincent Jay (FRA) |

## Résultats
La course commence à 12 h 45.
Légende : C - Couché ; D - Debout
| Rang                                | Dossard | Athlète                 | Nationalité     | Départ     | Pénalités (C+C+D+D) | Temps         | Retard          |
| ----------------------------------- | ------- | ----------------------- | --------------- | ---------- | ------------------- | ------------- | --------------- |
| Médaille d'or, Jeux olympiques      | 8       | Björn Ferry             | Suède           | 1 min 12 s | 1 (0+0+0+1)         | 33 min 38 s 4 |                 |
| Médaille d'argent, Jeux olympiques  | 12      | Christoph Sumann        | Autriche        | 1 min 25 s | 2 (0+0+1+1)         | 33 min 54 s 9 | +16,5           |
| Médaille de bronze, Jeux olympiques | 1       | Vincent Jay             | France          |            | 2 (0+0+1+1)         | 34 min 06 s 6 | +28,2           |
| 4                                   | 11      | Simon Eder              | Autriche        | 1 min 24 s | 3 (0+0+2+1)         | 34 min 09 s 4 | +31,0           |
| 5                                   | 21      | Michael Greis           | Allemagne       | 1 min 48 s | 1 (0+0+0+1)         | 34 min 29 s 6 | +51,2           |
| 6                                   | 10      | Ivan Tcherezov          | Russie          | 1 min 18 s | 2 (1+0+1+0)         | 34 min 29 s 6 | +51,2           |
| 7                                   | 17      | Ole Einar Bjørndalen    | Norvège         | 1 min 41 s | 2 (0+0+0+2)         | 34 min 29 s 8 | +51,4           |
| 8                                   | 2       | Emil Hegle Svendsen     | Norvège         | 0 min 12 s | 4 (0+1+2+1)         | 34 min 30 s 4 | +52,0           |
| 9                                   | 4       | Klemen Bauer            | Slovénie        | 0 min 17 s | 5 (1+0+2+2)         | 34 min 33 s 8 | +55,4           |
| 10                                  | 22      | Sergueï Sednev          | Ukraine         | 1 min 49 s | 0 (0+0+0+0)         | 34 min 50 s 0 | +1 min 11 s 6   |
| 11                                  | 6       | Jean-Philippe Leguellec | Canada          | 0 min 50 s | 2 (0+1+0+1)         | 34 min 51 s 9 | +1 min 13 s 5   |
| 12                                  | 13      | Thomas Frei             | Suisse          | 1 min 29 s | 1 (0+1+0+0)         | 34 min 56 s 4 | +1 min 18 s 0   |
| 13                                  | 23      | Andreas Birnbacher      | Allemagne       | 1 min 59 s | 2 (1+0+1+0)         | 35 min 03 s 4 | +1 min 25 s 0   |
| 14                                  | 34      | Dominik Landertinger    | Autriche        | 2 min 16 s | 3 (1+0+1+1)         | 35 min 06 s 7 | +1 min 28 s 3   |
| DSQ                                 | 15      | Evgeny Ustyugov         | Russie          | 1 min 40 s | 4 (1+1+2+0)         | 35 min 07 s 4 | +1 min 29 s 0   |
| 15                                  | 7       | Pavol Hurajt            | Slovaquie       | 1 min 07 s | 3 (1+0+0+2)         | 35 min 12 s 8 | +1 min 34 s 4   |
| 16                                  | 24      | Halvard Hanevold        | Norvège         | 2 min 00 s | 2 (1+1+0+0)         | 35 min 13 s 1 | +1 min 34 s 7   |
| 17                                  | 29      | Tomasz Sikora           | Pologne         | 2 min 08 s | 3 (1+1+0+1)         | 35 min 14 s 3 | +1 min 35 s 9   |
| 18                                  | 42      | Carl-Johan Bergman      | Suède           | 2 min 34 s | 1 (0+1+0+0)         | 35 min 14 s 6 | +1 min 36 s 2   |
| 19                                  | 30      | Anton Shipulin          | Russie          | 2 min 11 s | 3 (0+1+2+0)         | 35 min 34 s 4 | +1 min 56 s 0   |
| 20                                  | 40      | Sergeï Novikov          | Biélorussie     | 2 min 30 s | 2 (0+0+1+1)         | 35 min 35 s 2 | +1 min 56 s 8   |
| 21                                  | 53      | Vincent Defrasne        | France          | 3 min 07 s | 0 (0+0+0+0)         | 35 min 35 s 6 | +1 min 57 s 2   |
| 22                                  | 46      | Lars Berger             | Norvège         | 2 min 45 s | 2 (0+0+0+2)         | 35 min 37 s 2 | +1 min 58 s 8   |
| 23                                  | 9       | Jeremy Teela            | États-Unis      | 1 min 14 s | 4 (0+0+2+2)         | 35 min 45 s 4 | +2 min 07 s 0   |
| 24                                  | 3       | Jakov Fak               | Croatie         | 0 min 14 s | 4 (2+1+0+1)         | 35 min 45 s 6 | +2 min 07 s 2   |
| 25                                  | 5       | Andriy Deryzemlya       | Ukraine         | 0 min 41 s | 6 (1+0+3+2)         | 35 min 48 s 7 | +2 min 10 s 3   |
| 26                                  | 39      | Yan Savitskiy           | Kazakhstan      | 2 min 27 s | 1 (0+0+1+0)         | 35 min 49 s 6 | +2 min 11 s 2   |
| 27                                  | 26      | Matthias Simmen         | Suisse          | 2 min 04 s | 1 (3+0+0+0)         | 35 min 55 s 0 | +2 min 16 s 6   |
| 28                                  | 18      | Michal Šlesingr         | Tchéquie        | 1 min 43 s | 3 (0+0+1+2)         | 35 min 58 s 8 | +2 min 20 s 4   |
| 29                                  | 19      | Christoph Stephan       | Allemagne       | 1 min 43 s | 4 (1+0+1+2)         | 36 min 02 s 3 | +2 min 23 s 9   |
| 30                                  | 20      | Alexandre Syman         | Biélorussie     | 1 min 46 s | 2 (0+0+1+1)         | 36 min 13 s 9 | +2 min 35 s 5   |
| 31                                  | 14      | Ilmārs Bricis           | Lettonie        | 1 min 34 s | 4 (0+0+2+2)         | 36 min 14 s 9 | +2 min 36 s 5   |
| 32                                  | 38      | Fredrik Lindström       | Suède           | 2 min 26 s | 4 (0+1+1+2)         | 36 min 25 s 5 | +2 min 47 s 1   |
| 32                                  | 35      | Martin Fourcade         | France          | 2 min 18 s | 5 (1+0+2+2)         | 36 min 28 s 4 | +2 min 50 s 0   |
| 34                                  | 32      | Zhang Chengye           | Chine           | 2 min 12 s | 5 (0+2+1+2)         | 36 min 28 s 7 | +2 min 50 s 3   |
| 35                                  | 36      | Lowell Bailey           | États-Unis      | 2 min 19 s | 3 (0+2+1+0)         | 36 min 34 s 0 | +2 min 55 s 6   |
| 36                                  | 37      | Arnd Peiffer            | Allemagne       | 2 min 21 s | 4 (0+0+1+3)         | 36 min 44 s 9 | +3 min 06 s 5   |
| 37                                  | 28      | Zdeněk Vítek            | Tchéquie        | 2 min 06 s | 5 (1+1+1+2)         | 36 min 45 s 1 | +3 min 06 s 7   |
| 38                                  | 33      | Serhiy Semenov          | Ukraine         | 2 min 13 s | 4 (3+1+0+0)         | 36 min 55 s 7 | +3 min 17 s 3   |
| 39                                  | 49      | Evgeny Abramenko        | Biélorussie     | 2 min 50 s | 1 (0+0+1+0)         | 36 min 56 s 0 | +3 min 17 s 6   |
| 40                                  | 45      | Daniel Mesotitsch       | Autriche        | 2 min 38 s | 4 (0+0+3+1)         | 36 min 56 s 0 | +3 min 17 s 6   |
| 41                                  | 43      | Roustam Valiouline      | Biélorussie     | 2 min 36 s | 5 (1+0+2+2)         | 37 min 05 s 5 | +3 min 27 s 1   |
| 42                                  | 16      | Simon Hallenbarter      | Suisse          | 1 min 41 s | 6 (1+2+1+2)         | 37 min 07 s 9 | +3 min 29 s 5   |
| 43                                  | 59      | Michail Kletcherov      | Bulgarie        | 3 min 15 s | 0 (0+0+0+0)         | 37 min 08 s 1 | +3 min 29 s 7   |
| 44                                  | 25      | Krasimir Anev           | Bulgarie        | 2 min 01 s | 3 (2+0+0+1)         | 37 min 24 s 2 | +3 min 45 s 8   |
| 45                                  | 47      | Tim Burke               | États-Unis      | 2 min 47 s | 5 (0+2+1+2)         | 37 min 26 s 8 | +3 min 48 s 4   |
| 46                                  | 27      | Janez Marič             | Slovénie        | 2 min 05 s | 5 (0+1+3+1)         | 37 min 28 s 4 | +3 min 50 s 0   |
| 47                                  | 31      | Indrek Tobreluts        | Estonie         | 2 min 11 s | 5 (2+0+2+1)         | 37 min 29 s 0 | +3 min 50 s 6   |
| 48                                  | 51      | Aleksandr Chervyakov    | Kazakhstan      | 3 min 02 s | 3 (1+0+1+1)         | 37 min 30 s 5 | +3 min 52 s 1   |
| 49                                  | 48      | Kauri Kõiv              | Estonie         | 2 min 48 s | 4 (0+1+2+1)         | 37 min 45 s 5 | +4 min 07 s 1   |
| 50                                  | 52      | Jaroslav Soukup         | Tchéquie        | 3 min 03 s | 4 (1+1+1+1)         | 38 min 04 s 9 | +4 min 26 s 5   |
| 51                                  | 41      | Timo Antila             | Finlande        | 2 min 30 s | 6 (0+1+2+3)         | 38 min 22 s 1 | +4 min 43 s 7   |
| 52                                  | 44      | Markus Windisch         | Italie          | 2 min 37 s | 6 (0+2+3+1)         | 39 min 50 s 8 | +6 min 12 s 4   |
| 53                                  | 56      | Lukas Hofer             | Italie          | 3 min 11 s | 5 (2+0+2+1)         | 39 min 50 s 9 | +6 min 12 s 5   |
| 54                                  | 60      | Mattia Cola             | Italie          | 3 min 17 s | 4 (0+0+0+4)         | 39 min 50 s 9 | +6 min 12 s 5   |
| 55                                  | 55      | Lee-Steve Jackson       | Grande-Bretagne | 3 min 10 s | 4 (0+1+3+0)         | 39 min 54 s 7 | +6 min 16 s 3   |
| 56                                  | 54      | Jay Hakkinen            | États-Unis      | 3 min 10 s | 6 (1+2+3+0)         | 40 min 33 s 2 | +6 min 54 s 8   |
| 57                                  | 50      | Andrejs Rastorgujevs    | Lettonie        | 2 min 58 s | 9 (2+2+3+2)         | 41 min 35 s 9 | +7 min 57 s 5   |
| 58                                  | 57      | Vasja Rupnik            | Slovénie        | 3 min 13 s | 11 (1+2+4+4)        | 41 min 59 s 2 | +8 min 20 s 8   |
|                                     | 58      | Peter Dokl              | Slovénie        | 3 min 13 s | 5 (0+3+2)           |               | N'a pas terminé |